# Bufo kabischi
Bufo kabischi е вид жаба от семейство Крастави жаби (Bufonidae).

## Разпространение
Видът е разпространен в Китай.